# Il principe della nebbia

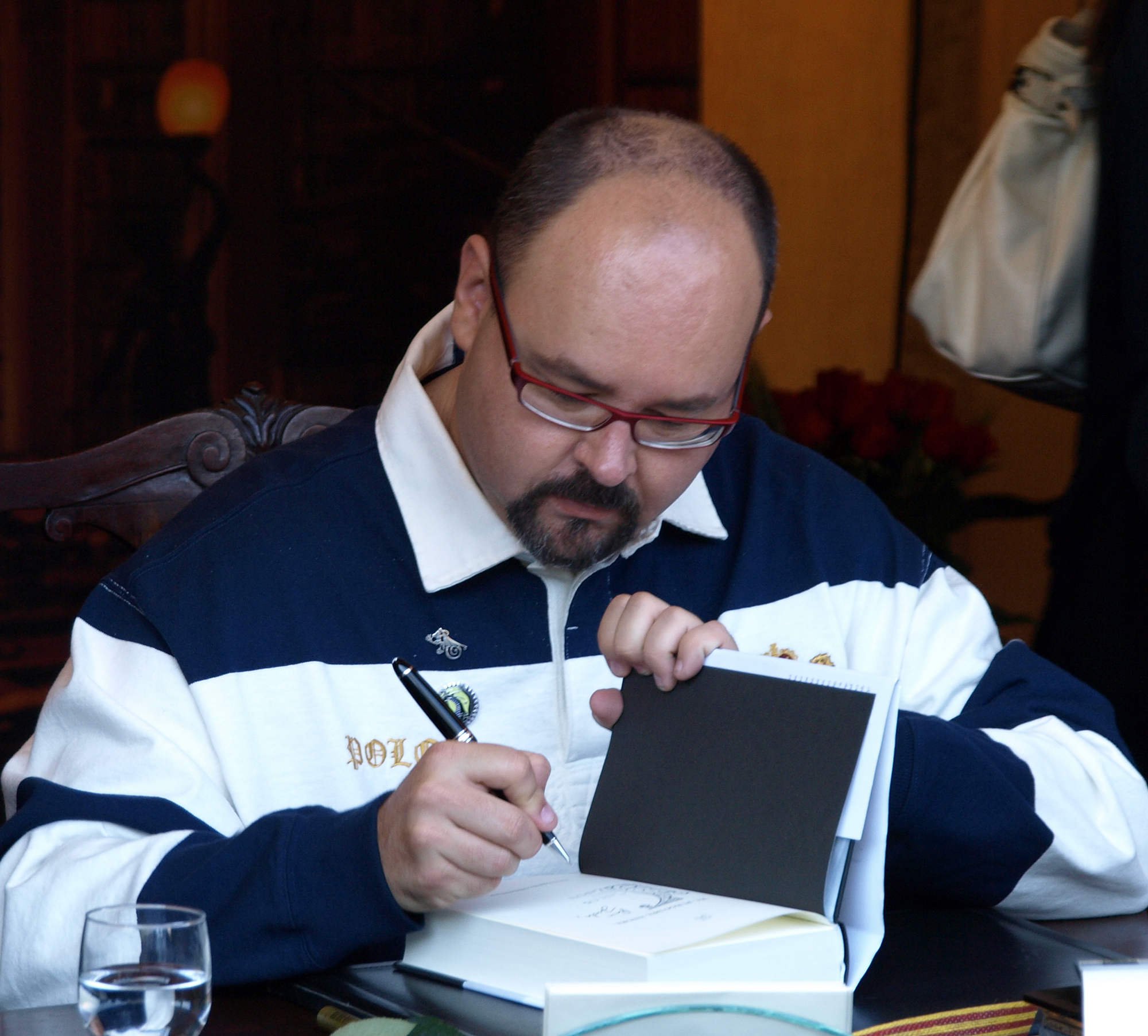
Carlos Ruiz Zafón, autore del romanzo

Il principe della nebbia (El Príncipe de la Niebla) è un romanzo di mistero dello scrittore spagnolo Carlos Ruiz Zafón.

## Trama
La storia è ambientata nel 1943, nel periodo della seconda guerra mondiale, quando la famiglia Carver decide di trasferirsi in una piccola cittadina inglese affacciata sull'oceano Atlantico, per sfuggire alla guerra. I precedenti proprietari della casa in cui andranno ad abitare, i signori Fleischmann, se ne erano andati dopo la morte del loro unico e desiderato figlio Jacob. Già dal primo giorno uno dei figli dei Carver, Max, si accorge di alcune inspiegabili stranezze che avvengono da quelle parti, soprattutto in seguito alla conoscenza di un giardino pieno di statue inquietanti, dietro la loro casa, alcune delle quali sembrano muoversi. Max fa presto amicizia con un ragazzo del posto, Roland. Il solitario nonno adottivo di Roland, cui nome è Victor Kray, è il guardiano del faro che troneggia sulla cittadina. Max, il suo nuovo amico e Alicia (la sorella maggiore di Max) cercano di scoprire i segreti del posto e faticosamente scoprono dell'esistenza, grazie ai racconti di Victor, di un uomo molto strano che si faceva chiamare "Dottor Cain". Egli prometteva di realizzare qualunque desiderio, in cambio di obbedienza assoluta; fu proprio il signor Fleischmann ad esprimere uno di questi desideri, chiedendo l'amore di Eva Gray e in cambio promettendo la vita del suo primo figlio. Fleischmann fece di tutto per non avere un figlio, ma dopo la notizia della morte di Cain in un naufragio, a bordo dell'Orpheus, diede alla luce Jacob; il dottor Cain in realtà non morì; anzi, andò dai Fleishmann per prendersi il bambino. Riuscì quasi nella sua impresa, ma Victor riuscì a salvare il bambino, che però era in fin di vita. Per salvare suo figlio il signor Fleischmann sacrificò la propria vita a Cain e per tenere Jacob al sicuro la madre lo affidò a Victor, cambiandogli il nome. Roland non è altro che lo stesso Jacob, ancora in pericolo. Cain si risveglia dalla statua che era diventato, nel giardino dietro la casa dei Carver, pronto per prendere Jacob; i tre ragazzi lottano per salvarsi, ma alla fine Cain riesce nel suo intento, bloccando Roland, che si sacrifica per la vita di Alicia, sotto le rovine della sua imbarcazione affondata anni prima (la stessa nave coinvolta nel naufragio nel quale il dottor Cain inscenò la sua morte). Per i fratelli sarà un duro colpo. Il guardiano del faro poco dopo andrà via da quella città lasciando le chiavi del faro a Max.
- Prima edizione italiana
  -  Carlos Ruiz Zafón, Il Principe della nebbia, traduzione di Vincenzo Jacomuzzi, Torino, Società Editrice Internazionale, 2002,  p. 140, ISBN 978-88-05-05932-4.
- Edizione successiva al successo de L'ombra del vento
  -  Carlos Ruiz Zafón, Il Principe della nebbia, Torino, Società Editrice Internazionale, 2006,  p. 136, ISBN 978-88-05-06010-8.[1]